# Onegai Teacher
Onegai Teacher (おねがい☆ティーチャー, Onegai Tīchā) és una sèrie d'anime japonesa, escrita per Yousuke Kuroda i produïda per l'estudi Bandai, la qual fou posteriorment adaptada a una versió manga. La història es basa en un grup d'amics i uns fets misteriosos i estranys que ocorren després de l'arribada d'una nova professora al seu col·legi.
La versió animada d'Onegai Teacher fou emesa pel senyal satel·litari WOWOW japonesa des del 10 de gener de 2002 fins al 28 de març del 2002, completant un total de 12 capítols. Un capítol addicional en format OVA eixí a la venda el 25 d'octubre del 2002. L'anime fou ràpidament adaptat al manga, serialitzat per l'editorial MediaWorks, en la revista Dengeki Daioh, el gener de 2002.
La sèrie Onegai Teacher consta d'una seqüela, que és més aviat una història paral·lela dita Onegai Twins la qual fou emesa en el mateix canal japonès WOWOW entre el 15 de juliol de 2003 i el 4 d'octubre del mateix any.